# Fiona Batliner
Fiona Batliner (* 22. Dezember 2003) ist eine liechtensteinische Fussballspielerin.

## Karriere

### Vereine
Batliner begann im Jahr 2014 in Eschen beim dort ansässigen USV Eschen-Mauren mit dem Fussballspielen. Nach vier Jahren wechselte sie in die B-Jugendmannschaft des Schweizer Vereins FC St. Gallen-Staad, für den sie zwei Jahre lang aktiv war. Anschliessend in die erste Mannschaft aufgerückt, bestritt sie von 2020 bis 2022 27 Punktspiele in der Women’s Super League, der höchsten Spielklasse im Schweizer Frauenfussball. Ihr erstes von 15 Saisonspielen im Seniorinnenbereich gab sie am 30. Januar 2021 (12. Spieltag) beim 3:1-Sieg im Auswärtsspiel gegen den FF Lugano. Seit der Saison 2022/23 spielt sie für den FC St. Gallen, der vor Saisonbeginn eine Namensänderung erfuhr. Sie gehörte der Mannschaft an, die zum ersten Mal den Final des Schweizer Cup-Wettbewerbs erreichte. Am 29. April 2023 war sie jedoch in Zürich dem Servette FC Chênois Féminin mit 0:1 unterlegen.

### Nationalmannschaft
Nachdem Batliner vom 29. Januar 2018 bis zum 2. Mai 2019 sieben Länderspiele für die U16-Nationalmannschaft bestritten und zwei Tore erzielt hatte, kam sie im Oktober 2021 in drei Länderspielen für die U19-Nationalmannschaft zum Einsatz.
Im ersten offiziellen Länderspiel der A-Nationalmannschaft gehörte sie der Mannschaft an, die am 11. April 2021 in Eschen mit 1:2 gegen die Nationalmannschaft Luxemburgs verlor. In zwei weiteren Testspielen gegen die Nationalmannschaft Gibraltars am 24. und 27. Juni 2021 wurden mit 4:1 und 2:1 die ersten Siege – jeweils im Freizeitpark Widau in Ruggell – errungen; im zweiten gelang ihr mit dem Treffer zum 2:0 in der 45. Minute ihr erstes Länderspieltor. In ihrem fünften Länderspiel, das im Victoria Stadium gegen die Nationalmannschaft Gibraltars am 26. November 2021 mit 0:1 verloren wurde, musste ihre Mannschaft ab der 74. Minute ohne sie auskommen, nachdem sie nach wiederholtem Foulspiel die Gelb-Rote Karte gezeigt bekommen hatte. Nachdem sie in der erneuten Begegnung am 29. November 2021, die von ihrer Mannschaft mit 3:2 an selber Stätte gewonnen wurde, ihre Sperre hatte hinnehmen müssen, kam sie in den folgenden drei Länderspielen ebenfalls zum Einsatz, wobei sie am 3. September 2022 im Estadi Comunal d’Andorra la Vella bei der 1:3-Niederlage gegen die Nationalmannschaft Andorras mit dem Treffer zum 1:0 in der 31. Minute ihr zweites Länderspieltor erzielte.

## Erfolge
- Schweizer Cup-Finalist 2023

## Auszeichnungen
- Liechtensteiner Fussballerin des Jahres 2022[11][12]
- Aufnahme in das Förderkader durch den LOC[13]